# Südhang des Steinert nordöstlich Jesserndorf
Südhang des Steinert nordöstlich Jesserndorf este o arie protejată (arie specială de conservare — SAC, sit de importanță comunitară — SCI) din Germania întinsă pe o suprafață de 24,46 ha, integral pe uscat.

## Localizare
Centrul sitului Südhang des Steinert nordöstlich Jesserndorf este situat la coordonatele 50°05′37″N 10°41′55″E / 50.0936°N 10.6986°E.

## Înființare
Situl Südhang des Steinert nordöstlich Jesserndorf a fost declarat sit de importanță comunitară în noiembrie 2004 pentru a proteja 1 specie de plante și 1 specie de animale. Situl a fost protejat și ca arie specială de conservare în aprilie 2016.

## Biodiversitate
Situată în ecoregiunea continentală, aria protejată conține 1 habitat natural: Pante stâncoase silicioase cu vegetație casmofită.
La baza desemnării sitului se află mai multe specii protejate:
- plante (1): Vandenboschia speciosa
- amfibieni (1): izvoraș-cu-burta-galbenă (Bombina variegata)